# Anatta
Az anatta (páli) vagy anátman (szanszkrit: अनात्मन्) a buddhizmusban a "nem-Én" állapotára utal (Én-telenség, önlét hiánya). A legkorábbi szövegekben Buddha rendszerint arra használta ezt a kifejezést, hogy megtanítsa, hogy minden, amit az érzékszerveink érzékelnek (ebbe a gondolkodás is beleszámít), azok valójában nem jellemezhetők azzal, hogy "én" vagy "enyém". Éppen emiatt nem szabad kötődni hozzájuk.
A páli szutták az ember által átélt jelenségeket öt csoportba ("szkandhák" – az öt lét-aggregátum) sorolják. Ezek szolgáltatják a ragaszkodás alapját és az én érzetét. A nikájákban a Buddha azt mondja, hogy nem csupán az öt szkhandhához való ragaszkodás eredményez boldogtalanságot.
Az anatta nem az én tagadását jelenti, hanem a létezés egyik (a felsorolásban a harmadik) jellemzője. A korai szövegekben a Buddha annak kifejezésére használta, hogy elmagyarázza, hogy ez az Én, a lélek nem létezése. A szó nem azt jelzi, hogy nem létezik semmilyen én esszencia, hanem hogy az nem az az Én-kép, amit a tudatunk megalkotott. Meg kell szabadulni a forma, az érzékelés, a gondolatok és a tudatosság által azonosított önmagunktól, hogy eljussunk magasabb rendű énünkig. Ezek a dolgok természetüknél fogva folyamatosan változó dolgok, amelyekkel azonosítani állandónak hitt énünket boldogtalanságot eredményez. Meg kell tanulni együtt élni velük, mint a napsütéssel, esőkkel, szelekkel, és az évszakokkal.

## Áttekintés
Az anatta tana nem egy fajta materializmus, mivel a buddhizmus nem feltétlenül tagadja a mentális jelenségek létezését (például érzések, gondolgatok és érzések), amelyek az anyagi jelenségektől függetlenek. Ezért az anatta szó hagyományos fordítása "nem-lélek"-ként félrevezethet. Amennyiben a "lélek" egy test nélküli komponenst jelöl egy személynél, amely valahogyan tovább él a halál után, akkor ennek létezését a buddhizmus nem tagadja. Valójában az emberek (páli: puggala; szanszkrit, pudgala) egy folyamatosan alakuló tudattal (páli: szamvattanika vinnyana), tudatfolyammal (páli: vinnyana szotam; Sanskrit: vidzsnyana szrotám), vagy tudat folytatás (szanszkrit:  csitta-szantána) jellemezhetők. Ezek okozzák halálunkkor, avagy az elemek egymásba olvadásakor (szkandhák) egy újabb csoport szkandha ébredéséhez. Azonban a buddhizmus nem ismeri el az állandó vagy statikus valóság létezését, amely állandó maradna az örökké változó lények testi nagy nem testi elemei mögött. 
A feljegyzések szerint a Buddha kiigazította egyik tanítványát, aki azt gondolta, hogy az újraszületés során ugyanaz a tudat születik újra változás nélkül. Éppen úgy, ahogy a test változik egyik pillanatról a másikra, úgy mennek-jönnek a gondolatok. Az anatta tana szerint nem létezik állandó tudatállapot, amely átélné ezeket a gondolatokat, mint a kartezianizmusban. Inkább a tudatos gondolatok megjelenéséről és megszűnéséről beszélhetünk, amely mögött semmiféle gondolkodó lény nem áll. Amint a test meghal, a testen belüli gondolkodási folyamatok folytatódnak, majd újjászületnek egy másik testben. Mivel a mentális folyamatok folyamatosan változnak az új személy nem teljesen ugyanaz lesz, de nem is teljesen különböző attól a személytől, aki meghalt.
Az állandó ént a buddhizmus ugyan nem ismeri el, az empirikus ént nem tagadja (egy folyamatosan változó fizikai és mentális jelenségből tevődik össze). Erre utalhatunk úgy, hogy "én", "te", "létező" stb. Korai buddhista szövegek jellemzése szerint a megvilágosodott személy folyamatosan változik és az empirikus énje rendkívül magas szinten áll.

## Anatta a nikájákban
A buddhista anatta (páli) vagy anátman (szanszkrit) fogalmat a szútrákban főnévként és melléknévként is használják a jelenségekre, hogy azok éntől mentesek vagy nem-én természetűek. Vonatkozik minden dologra a makrokozmosztól a mikrokozmoszig, legyen az egy fizikai test vagy a kozmosz összessége. Vonatkozik ezen felül minden mentális mechanizmusra, amelyek állandóság nélküliek. A fogalom gyakran hangzik el a dukkha (tökéletlenség) és az aniccsa (mulandóság) fogalmak társaságában. Ezt a három kifejezésre gyakorta utalnak egyben úgy, hogy az összetett jelenségek: aniccsa, dukkha és anatta.
A páli kánon egyik fontos alapszövegében, a Szamjutta Nikájában található Anattászuttában a Buddhát megkérdezi egy világi, hogy mit jelent az anatta: Szávatthiban. – Szerzetesek, a forma éntelen, az érzet éntelen, az észlelés éntelen, a késztetések éntelenek, a tudatosság éntelen. Így látva, a tanult nemes tanítvány elfordulást tapasztal a formától, elfordulást az érzettől, elfordulást az észleléstől, elfordulást a késztetésektől, elfordulást a tudatosságtól. Elfordulást tapasztalva szenvtelen lesz. A szenvtelenségből fakadóan [tudata] megszabadul. Mikor megszabadult, megjelenik [benne] a tudás: megszabadult. Megérti: a születést elpusztította, a szent életet leélte, megtette, mit meg kell, nem maradt semmi több e létállapotra.”

## Olvasmánylista angolul
- George Grimm – Doctrine of the Buddha
- Perez-Remon, Mouton – Self and Non-Self in Early Buddhism, 1980
- Dalai Láma (1997). Healing Anger: The Power of Patience from a Buddhist Perspective. Translated by Geshe Thupten Jinpa. Snow Lion Publications. forrás:  (olvasva: 2010.12.16.)

## Külső hivatkozások
- SN 22.59 Anattalakkhaṇa Sutta (PTS: S III 66) – Tanítóbeszéd az én-nélküliség jellegzetességéről – A Buddha újja – olvasva: 2010.12.16.
- Nirvana Sutra(angolul)